# Hangend spoor

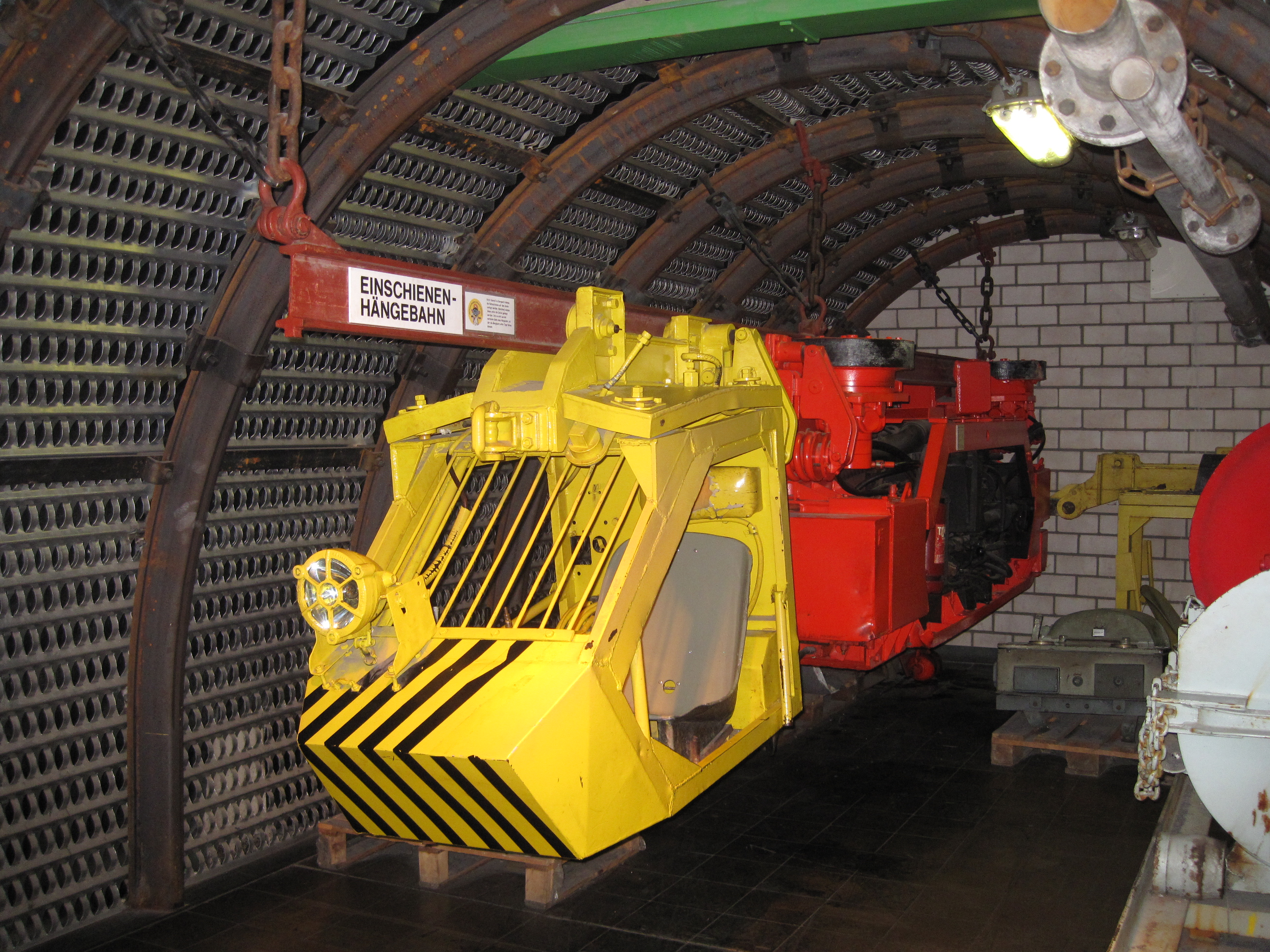
Hangend spoor voor industrieel gebruik, hier in een mijngang

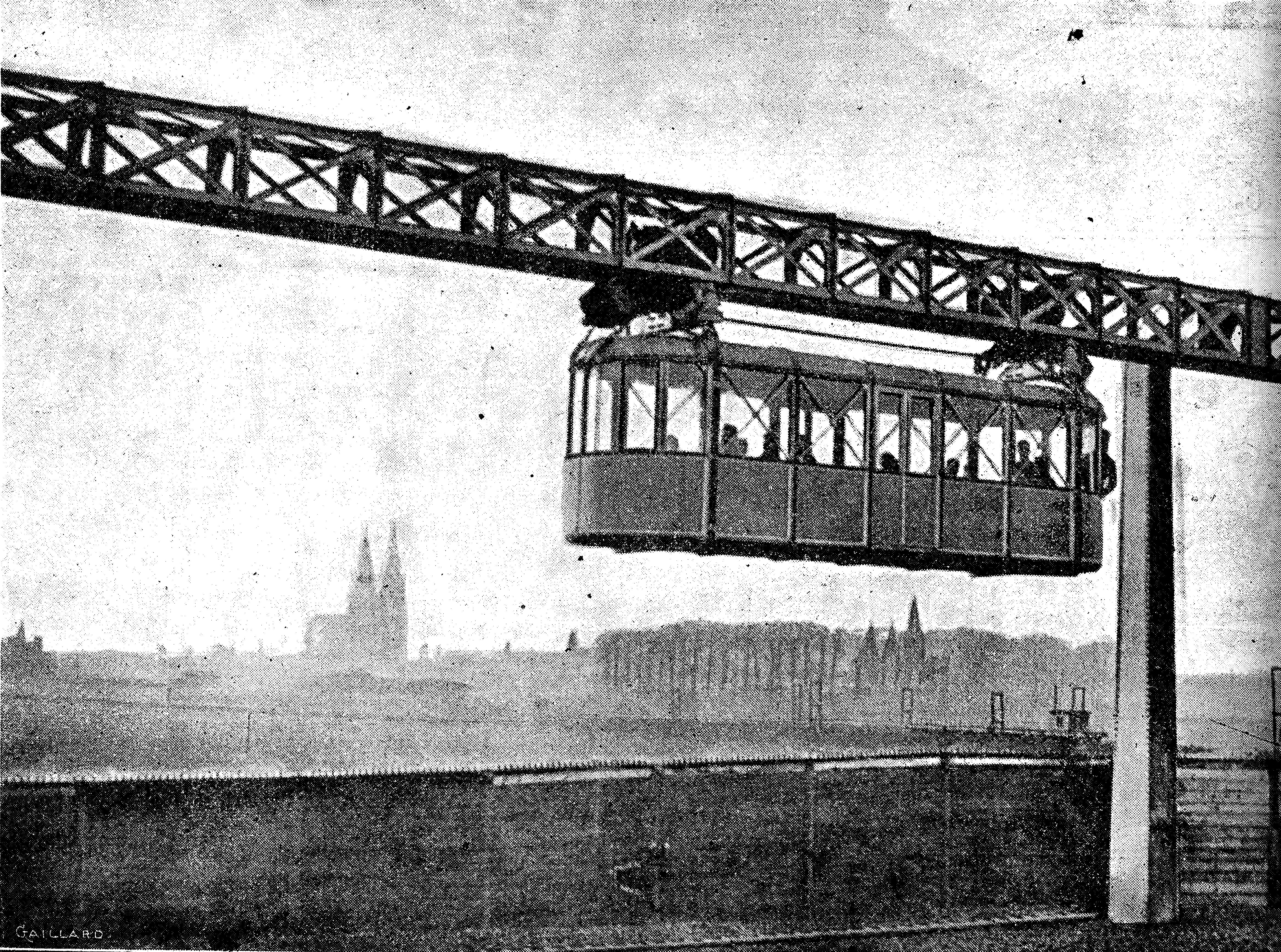
Hangend spoor in Keulen, Duitsland, 1890

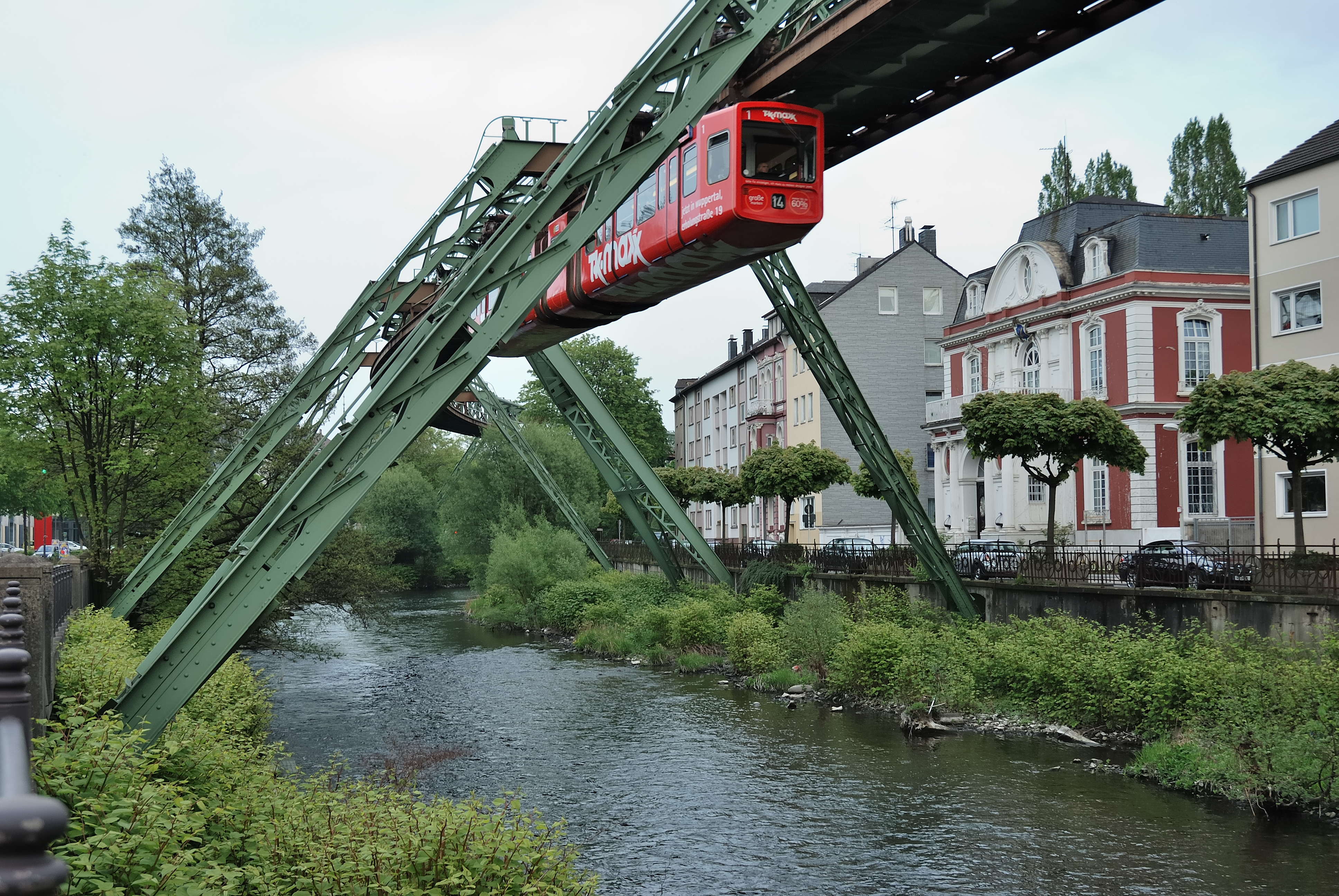
Wuppertaler Schwebebahn

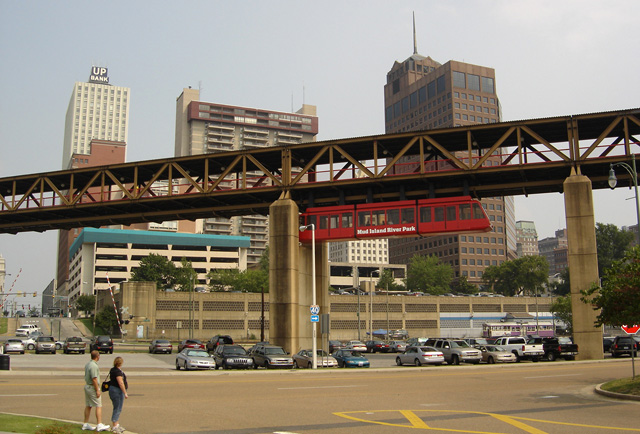
Memphis suspension railway

Een hangend spoor is een spoorsysteem waarbij de wagons zich als het ware hangend aan een rail voortbewegen. De rails zijn opgehangen aan masten of portalen van beton of van staalconstructie.
Hangende spoorlijnen zijn een mogelijke oplossing wanneer allerlei hindernissen moeten worden overbrugd, of als verkeersdrukte moet worden vermeden. Ook als er weinig ruimte voorhanden is kan een hangend spoor een alternatief zijn voor bijvoorbeeld een metro.

## Toepassingen
Voor personenvervoer worden hangende spoorlijnen gebruikt. De treinstellen hebben een eigen aandrijving die over rails of profielen loopt. Het bekendste voorbeeld is de Wuppertaler Schwebebahn, welke in 1901 geopend werd. Ook meer recent worden transportsystemen op deze wijze aangelegd. Hoewel de Duitse term Schwebebahn een zweeftrein doet vermoeden, gaat het gewoonlijk om een min of meer conventioneel railsysteem. Het kan daarbij gaan om een monorail, een tweesporig systeem of anderszins.
Hangende rails zijn veel in gebruik in de industrie, waar bijvoorbeeld kieplorries met grondstoffen van de loskade over bestaande gebouwen naar de fabriek worden gebracht, of waar steenkolen van de mijn naar de kolenwasserij (een hoog bouwwerk) worden vervoerd. De wagentjes worden hierbij centraal aangedreven met behulp van een kabel of anderszins.